# Roger de Vico Pisano
Roger de Vico Pisano, mort le 5 mars 1220, est évêque de Lausanne (1178-1212).

## Biographie
La première mention de Roger de Vico Pisano date de 1178, lorsqu'il est nommé évêque de Lausanne par le pape Alexandre III. Cette désignation fait suite à la « résignation forcée » de Landri de Durnes. Le nouvel évêque appartient à une famille noble de Vico, à proximité de Pise, en Toscane,.
De 1186 à 1195, il est en guerre contre les comtes de Genève, puis entre 1203 à 1210, contre le comte de Savoie. Sous les papes Célestin III et Innocent III, il est accusé d'une série de « crimes » (notamment de « dilapidation » et de mutations monétaires abusives) par des chanoines du chapitre cathédral de Lausanne. La procédure s'est terminée à sa décharge, après qu'il lui a été imposé une purgation canonique.
Le comte Thomas Ier de Savoie reçoit la confirmation de ses droits en 1207 pour l'ensemble de son héritage par Philippe de Souabe, roi des Romains. Il obtient à cette occasion des droits sur le château de Moudon (Pays de Vaud) alors que les droits sur le château et la ville appartiennent aux évêques de Lausanne,,. À la suite de cette investiture, l'évêque conserve la ville. Toutefois une guerre s'engage entre le parti guelfe, auquel appartient l'évêque, et Thomas soutenu par les Gibelins. Le château de Lucens, résidence épiscopale, est brûlé,.
Il abandonne le siège épiscopal le 8 janvier 1212 et devient chanoine dans l'évêché.
Roger de Vico Pisano meurt le 5 mars 1220.